# Arya Stark

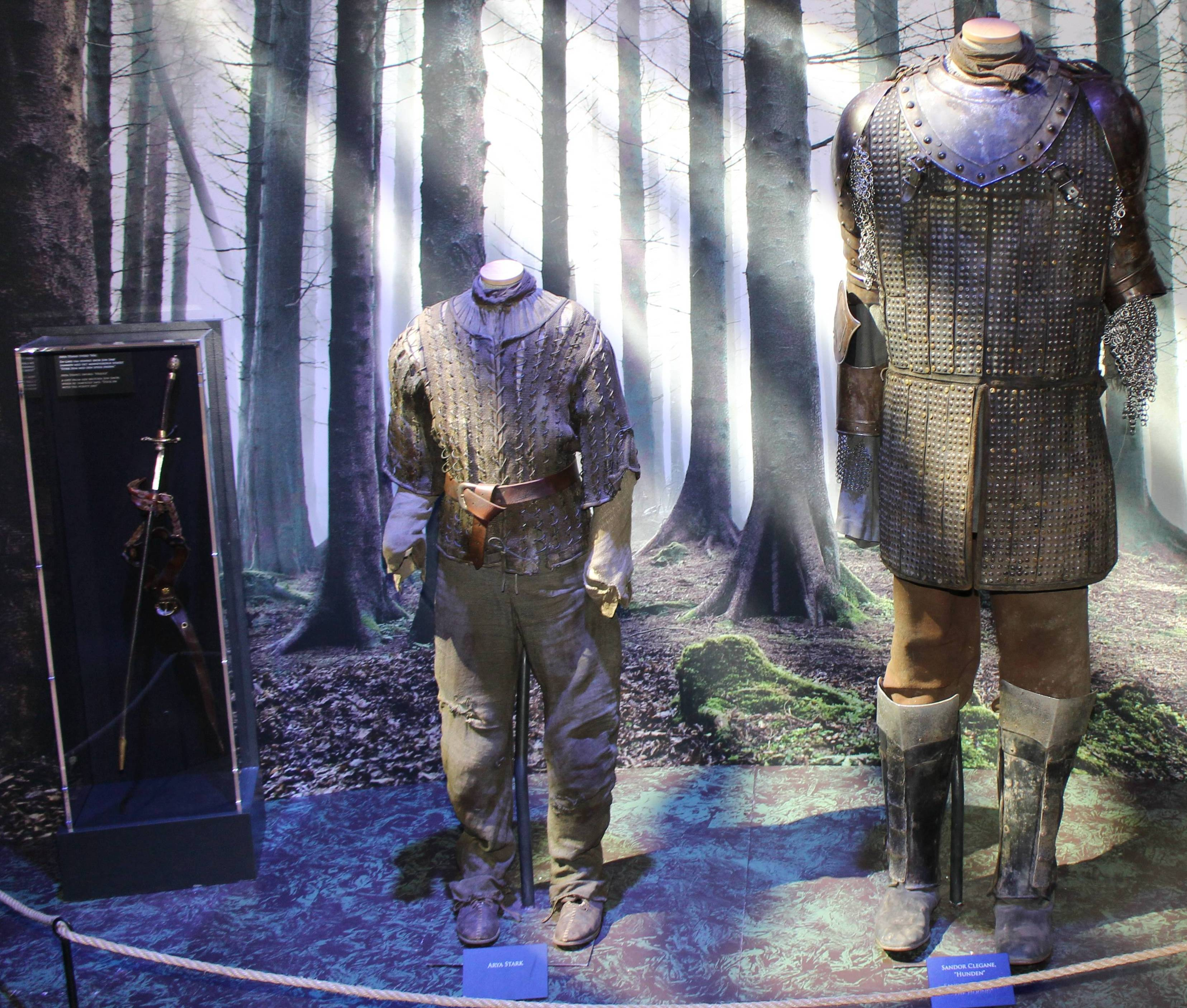
Arya és Sandor Clegane jelmeze a Trónok harca című sorozatban

Arya Stark George R. R. Martin fantasy regényciklusának, A tűz és jég dalának egyik főszereplője. Karakterét a kötetek alapján készített, HBO-féle televíziós sorozatban, a Trónok harcában Maisie Williams alakítja. Rémfarkasának neve Nymeria.

## Családja
Családja Brandonig, az Építőig és a Tél Ősi Királyáig vezeti vissza családfáját. Évezredeken át uralkodtak Deresben Észak Királyaiként, míg Torrhen Stark, a Térdeplő Király úgy nem döntött, hogy inkább hűséget fogad Sárkány Aegonnak. Apja Eddard Stark, Deres Ura és Észak Őrzője, anyja a Tully-házből származó  Catelyn úrnő. Bátyja Robb, Deres örököse, Észak későbbi királya. Nővére Sansa, míg két fiatalabb fivére Bran és Rickon. Törvénytelen testvére Havas Jon, akit apja az egyik hadjárata után vitt magával haza, Deresbe.
|  | Alább a cselekmény részletei következnek! |

## Életútja

### Trónok harca
Arya a regényciklus nyitó kötetében egy kilencéves temperamentumos kishölgy, akit anyja úgy jellemzett, mint „félig fiú, félig farkaskölyök”. Számára mindig a tiltott gyümölcs a legédesebb. Septája bármennyire is igyekezett megtanítani őt hímezni, munkája hasztalan maradt, így anyja lemondott arról, hogy valaha is hölgyet faraghat belőle. Két évvel idősebb nővérének, Sansanak pont az ellentettje. Az egyetlen dolog, amit jobban tudott nővérénél az a lovaglás és a háztartás vezetése. Élete nagy fordulatot vesz, amikor a Király Segítőjévé frissen kinevezett apjával és nővérével elindulnak délre, Királyvárba. Deresből való elindulásuk előtt, a Falra tartó fivérétől, Jontól – akivel mindig közel álltak egymáshoz, mivel leginkább ők ketten hasonlítottak apjukra – egy kisméretű kardot kap búcsúajándék gyanánt, melyet Arya Tűnek nevez el.
Királyvárba érve apja megtalálja nála a kardot, és mivel tisztában van azzal, hogy lánya vad teremtés, „Farkasvér” – ahogy apja, Rickard nagyúr mondogatta annak idején – ezért Tűt visszaadta neki, azzal a feltétellel, hogy felnő és felhagy a gyerekes viselkedéssel. Három nappal később apja felfogadott mellé egy „tánctanárt”, Syrio Forelt. A braavosi férfi – aki kilenc évig volt a braavosi Tengerúr elő kardja – táncórák címén a kardforgatás művészetére – ahogy ő fogalmazott az útonálló gyors és váratlan táncára – oktatta Aryát a Kis Csarnokban, igazi fakarddal. Arya szorgosan gyakorol, csakhogy izgalmassá váló mindennapjaiba közbeszólt a politika. Robert király halálát követően, Cersei királyné koholt vádak alapján elfogatja apját és Sansát, a Segítő házi testőrségének tagjait és szolgálóit a Janos Slynt vezette Városi Őrség és a Lennister-katonák pedig lemészárolják. Aryát a Királyi Testőrség egy lovagja, Ser Meryn Trant őrizetbe akarta ugyan venni, de Syrio Forel közbelépésének köszönhetően még időben el tudott szaladni. Menekülés közben egy istállófiú rálel a Vörös Torony istállójában, miközben a felmálházásra váró utazóládájában a Tű után kutat. Mikor a fiú erőszakkal vissza akarja vinni, vad erővel ledöfi. Arya az előtte álló hosszú útja során először használja kardját. Arya kicsúszik a királyné karmai közül, mikor Yoren – az Éjjeli Őrség fekete testvére – fiúnak öltöztetve, Arry álnév alatt kicsempészi Királyvárból, de előtte még tanúja lesz annak, amikor apját – a Baelor Nagy Szentélyének ajtaja előtt felállított emelvényen, a Királyi Ítéletvégrehajtó – Ser Ilyn Payne lefejezi.

### Kardok vihara
|  | Itt a vége a cselekmény részletezésének! |

## Televíziós adaptáció
Amikor apja; Ned Stark Királyvárba indul, ő is vele tart, de elégedetlenkedik a neki szánt úrhölgyi szereppel. A Lannisterek börtönbe vetik apját, amikor Ned meggyanúsítja Cerseit és Jaimet, hogy az ő vérfertőző kapcsolatukból születtek Robert király vélt gyermekei. A lány elmenekül Királyvárból, és fiúnak álcázva magát az Éjjeli Őrség toborzójával, Yorennel tart a Falra. 
Útközben rajtuk üt a Lannister-sereg, így Harrenhalba kerül Tywin Lannister mellé. Egy rejtélyes idegen, Jaqen H’ghar segítségével sikeresen elszökik Gendryvel és Meleg Pitével. Hamarosan a Lobogó Nélküli Testvériségbe botlanak. Itt a fogoly; Sandor Clegane párbaj következtében eltávozhat, de túszul ejti Aryát, hogy fizetségért átadja őt az Ikrekben lévő anyjának, Catelynnek. Ám amikor odaérnek, a lány kénytelen végignézni, ahogy a Boltonokkal szövetkezett Freyek lemészárolják a tőrbecsalt Starkokat, köztük anyját és bátyját; Robbot. Arya emiatt bosszút esküszik. 
Nemsokára összecsap a Vérebbel, majd miután a keresésére küldött Tarth-i Brienne legyőzi a férfit, Braavosba hajózik, hogy beálljon a Sokarcú Isten szolgálói közé, és Jaqen segítségével „senkivé” váljon. Itt az Arcnélküli Ember megmutatja neki a Fekete és a Fehér Templomát, ahol őrzik a korábban megölt áldozataik arcát, kiknek alakját fel tudják venni. Miután Arya nem teljesíti Jaqen parancsát, elveszti egy időre szeme világát. Hamarosan ráébred, hogy ő nem „Senki”, hanem Arya Stark, ezért megszökik. 
A Braavosban tanult képességei segítségével legyilkolja az egész Frey-házat. Útja során találkozik farkasával, Nymeriával, majd Deresbe érkezik. Hosszú idő után Arya találkozik nővérével, az egészen más személyiségű Sansával. Az ő parancsára kivégzi az áruló Kisujjat. Később sok régi ismerősével találkozik itt, pl. Havas Jonnal, Vérebbel és Gendryvel is, aki a kérésére elveszi a szüzességét. Derest megtámadják a veszedelmes Mások, s Aryának sikerül megölnie a hatalmas csatában a vezért, az Éjkirályt. Ezzel megsemmisíti az egész sereget. 
Az ütközet után bátyja, Jon elárulja neki, hogy valójában ők unokatestvérek. Arya közli Gendry-vel, hogy nem hajlandó hozzámenni. Elérkezik Királyvár ostroma. Arya elindul, hogy végezzen Cersei-el, de a Véreb lebeszéli róla. A lány kétségbeesetten próbálja megmenteni az ártatlanokat Daenerys megvadult seregétől. A csatában eszméletét veszti, de végül megmenti egy titokzatos ló. Miután Jon végez Daenerysszel, véget vetve rémuralmának, Arya kalandvágya miatt felfedező lesz, a Westerostól nyugatra levő területeket akarja felderíteni. A Trónok harca rajongók ezért emlegetik a Westerosi Kolombuszként.